# Marshall (Saskatchewan)
Marshall es un pueblo canadiense situado en la provincia de Saskatchewan.

## Superficie
Marshall tiene una superficie de 1,15 km².

## Demografía
En 2021, tenía 522 habitantes, una densidad poblacional de 454 hab./km², y 210 viviendas.